# Renato Steffen
Renato Steffen (Aarau, Suiza, 3 de noviembre de 1991) es un futbolista suizo. Juega como delantero y su equipo es el F. C. Lugano de la Superliga de Suiza.

## Trayectoria
Steffen dejó el Solothurn en julio de 2012 para irse al Thun. Al final de la temporada 2012-13 fue vendido al Young Boys. En enero de 2016 Steffen firmó un contrato con el FC Basel hasta 2020.
El 10 de enero de 2018, Steffen fichó por tres años y medio por el VfL Wolfsburgo.

## Selección nacional
Es internacional absoluto con la selección de Suiza desde 2015. Debutó el 9 de octubre en la victoria por 7-0 sobre San Marino en la clasificación para la Eurocopa 2016.

### Participaciones en Copas del Mundo
| Mundial      | Sede  | Resultado        | Partidos | Goles |
| ------------ | ----- | ---------------- | -------- | ----- |
| Mundial 2022 | Catar | Octavos de final | 1        | 0     |

### Participaciones en Eurocopas
| Copa          | Sede     | Resultado        | Partidos | Goles |
| ------------- | -------- | ---------------- | -------- | ----- |
| Eurocopa 2024 | Alemania | Cuartos de final | 1        | 0     |

## Estadísticas

### Clubes
Actualizado al último partido disputado el 24 de mayo de 2025.
| Club | Div.          | Temporada     | Liga  | Liga  | Copas nacionales(1) | Copas nacionales(1) | Copas internacionales(2) | Copas internacionales(2) | Otras(3) | Otras(3) | Total | Total |
| Club | Div.          | Temporada     | Part. | Goles | Part.               | Goles               | Part.                    | Goles                    | Part.    | Goles    | Part. | Goles |
| --- | ------------- | ------------- | ----- | ----- | ------------------- | ------------------- | ------------------------ | ------------------------ | -------- | -------- | ----- | ----- |
| S. C. Schöftland · Suiza | 5.ª           | 2008-09       | 2     | 1     | ―                   | ―                   | ―                        | ―                        | ―        | ―        | 2     | 1     |
| S. C. Schöftland · Suiza | 5.ª           | 2009-10       | 22    | 4     | ―                   | ―                   | ―                        | ―                        | ―        | ―        | 22    | 4     |
| S. C. Schöftland · Suiza | 5.ª           | 2010-11       | 21    | 2     | ―                   | ―                   | ―                        | ―                        | ―        | ―        | 21    | 2     |
| S. C. Schöftland · Suiza | Total club    | Total club    | 45    | 7     | 0                   | 0                   | 0                        | 0                        | 0        | 0        | 45    | 7     |
| F. C. Solothurn · Suiza | 3.ª           | 2011-12       | 27    | 8     | 1                   | 0                   | ―                        | ―                        | ―        | ―        | 28    | 8     |
| F. C. Solothurn · Suiza | Total club    | Total club    | 27    | 8     | 1                   | 0                   | 0                        | 0                        | 0        | 0        | 28    | 8     |
| F. C. Thun · Suiza | 1.ª           | 2012-13       | 19    | 4     | 3                   | 0                   | ―                        | ―                        | ―        | ―        | 22    | 4     |
| F. C. Thun · Suiza | Total club    | Total club    | 19    | 4     | 3                   | 0                   | 0                        | 0                        | 0        | 0        | 22    | 4     |
| B. S. C. Young Boys · Suiza | 1.ª           | 2013-14       | 21    | 4     | 2                   | 0                   | ―                        | ―                        | ―        | ―        | 23    | 4     |
| B. S. C. Young Boys · Suiza | 1.ª           | 2014-15       | 34    | 9     | 2                   | 1                   | 11                       | 4                        | ―        | ―        | 47    | 14    |
| B. S. C. Young Boys · Suiza | 1.ª           | 2015-16       | 12    | 3     | 2                   | 0                   | 0                        | 0                        | ―        | ―        | 14    | 3     |
| B. S. C. Young Boys · Suiza | Total club    | Total club    | 67    | 16    | 6                   | 1                   | 11                       | 4                        | 0        | 0        | 84    | 21    |
| F. C. Basilea · Suiza | 1.ª           | 2015-16       | 16    | 7     | ―                   | ―                   | 4                        | 0                        | ―        | ―        | 20    | 7     |
| F. C. Basilea · Suiza | 1.ª           | 2016-17       | 30    | 5     | 4                   | 1                   | 5                        | 1                        | ―        | ―        | 39    | 7     |
| F. C. Basilea · Suiza | 1.ª           | 2017-18       | 17    | 3     | 4                   | 0                   | 6                        | 0                        | ―        | ―        | 27    | 3     |
| F. C. Basilea · Suiza | Total club    | Total club    | 63    | 15    | 8                   | 1                   | 15                       | 1                        | 0        | 0        | 86    | 17    |
| VfL Wolfsburgo · Alemania | 1.ª           | 2017-18       | 16    | 0     | 0                   | 0                   | ―                        | ―                        | 2        | 0        | 18    | 0     |
| VfL Wolfsburgo · Alemania | 1.ª           | 2018-19       | 31    | 5     | 3                   | 0                   | ―                        | ―                        | ―        | ―        | 34    | 5     |
| VfL Wolfsburgo · Alemania | 1.ª           | 2019-20       | 27    | 6     | 2                   | 0                   | 9                        | 0                        | ―        | ―        | 38    | 6     |
| VfL Wolfsburgo · Alemania | 1.ª           | 2020-21       | 21    | 5     | 4                   | 0                   | 3                        | 0                        | ―        | ―        | 28    | 5     |
| VfL Wolfsburgo · Alemania | 1.ª           | 2021-22       | 20    | 0     | 1                   | 0                   | 5                        | 2                        | ―        | ―        | 26    | 2     |
| VfL Wolfsburgo · Alemania | Total club    | Total club    | 115   | 16    | 10                  | 0                   | 17                       | 2                        | 2        | 0        | 144   | 18    |
| F. C. Lugano · Suiza | 1.ª           | 2022-23       | 28    | 7     | 5                   | 1                   | ―                        | ―                        | ―        | ―        | 33    | 8     |
| F. C. Lugano · Suiza | 1.ª           | 2023-24       | 31    | 6     | 5                   | 2                   | 7                        | 0                        | ―        | ―        | 43    | 8     |
| F. C. Lugano · Suiza | 1.ª           | 2024-25       | 26    | 7     | 3                   | 0                   | 11                       | 3                        | ―        | ―        | 40    | 10    |
| F. C. Lugano · Suiza | Total club    | Total club    | 85    | 20    | 13                  | 3                   | 18                       | 3                        | 0        | 0        | 116   | 26    |
| Total carrera | Total carrera | Total carrera | 421   | 86    | 41                  | 5                   | 61                       | 10                       | 2        | 0        | 525   | 101   |
| (1) Incluye datos de la Copa de Suiza y la Copa de Alemania. (2) Incluye datos de la Liga Europa de la UEFA y la Liga de Campeones de la UEFA. (3) Incluye datos de la promoción de ascenso y descenso de la Bundesliga. |               |               |       |       |                     |                     |                          |                          |          |          |       |       |

### Selección nacional
| Absoluta · Suiza | 2015  | - | - | 2 | 0 | - | - | 2  | 0 |
| Absoluta · Suiza | 2016  | 2 | 0 | 1 | 0 | - | - | 3  | 0 |
| Absoluta · Suiza | 2019  | - | - | 5 | 0 | - | - | 5  | 0 |
| Absoluta · Suiza | Total | 2 | 0 | 8 | 0 | 0 | 0 | 10 | 0 |
| (1) Incluye los partidos de la clasificación para la Eurocopa (2016, 2020), la clasificación de UEFA para la Copa Mundial de Fútbol de 2018 y la Liga de las Naciones de la UEFA (2018-19) |       |   |   |   |   |   |   |    |   |

### Hat tricks
| 1 | 17 de abril de 2016 | Kybunpark, San Galo         | Fc St. Gallen 1879 - FC Basilea |  | 0 - 7 | Superliga de Suiza 2015-16          |
| 2 | 25 de marzo de 2023 | Estadio Karađorđe, Novi Sad | Bielorrusia - Suiza             |  | 0 - 5 | Clasificación para la Eurocopa 2024 |

## Palmarés

### Títulos nacionales
| Título             | Club          | País  | Año  |
| ------------------ | ------------- | ----- | ---- |
| Superliga de Suiza | F. C. Basilea | Suiza | 2016 |
| Superliga de Suiza | F. C. Basilea | Suiza | 2017 |
| Copa de Suiza      | F. C. Basilea | Suiza | 2017 |